# Journal d'un bourgeois de Paris
Ne doit pas être confondu avec Bourgeois de Paris.

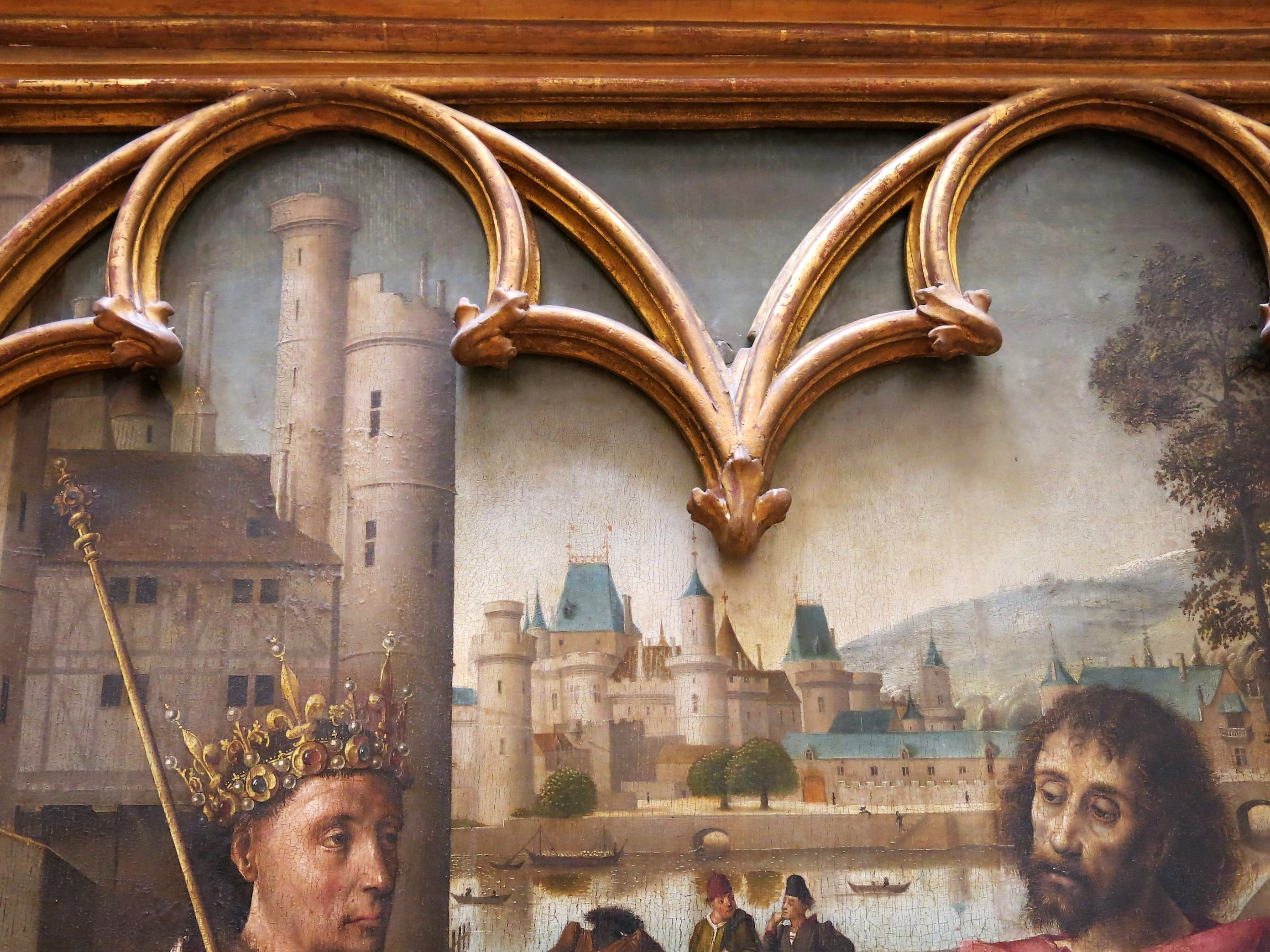
Vue d'artiste (à l'arrière-plan) de Paris au XVe siècle : on distingue la tour de Nesle, le Palais du Louvre et l'hôtel de Bourbon.
Détail de La Crucifixion du Parlement de Paris, musée du Louvre.

Le Journal d'un bourgeois de Paris est une œuvre anonyme écrite par un Parisien entre 1405 et 1449.
Il s'agit de l'une des sources importantes concernant cette ville dans la première moitié du XVe siècle, période marquée par la guerre de Cent Ans et l'occupation anglaise d'une partie du royaume de France.
Le nom de Bourgeois de Paris a été donné par Denis Godefroy dans son édition de 1653 et conservé depuis, bien que l'on sache aujourd'hui que son auteur n'est pas un bourgeois mais un clerc de l'Université de Paris.

## Le contenu

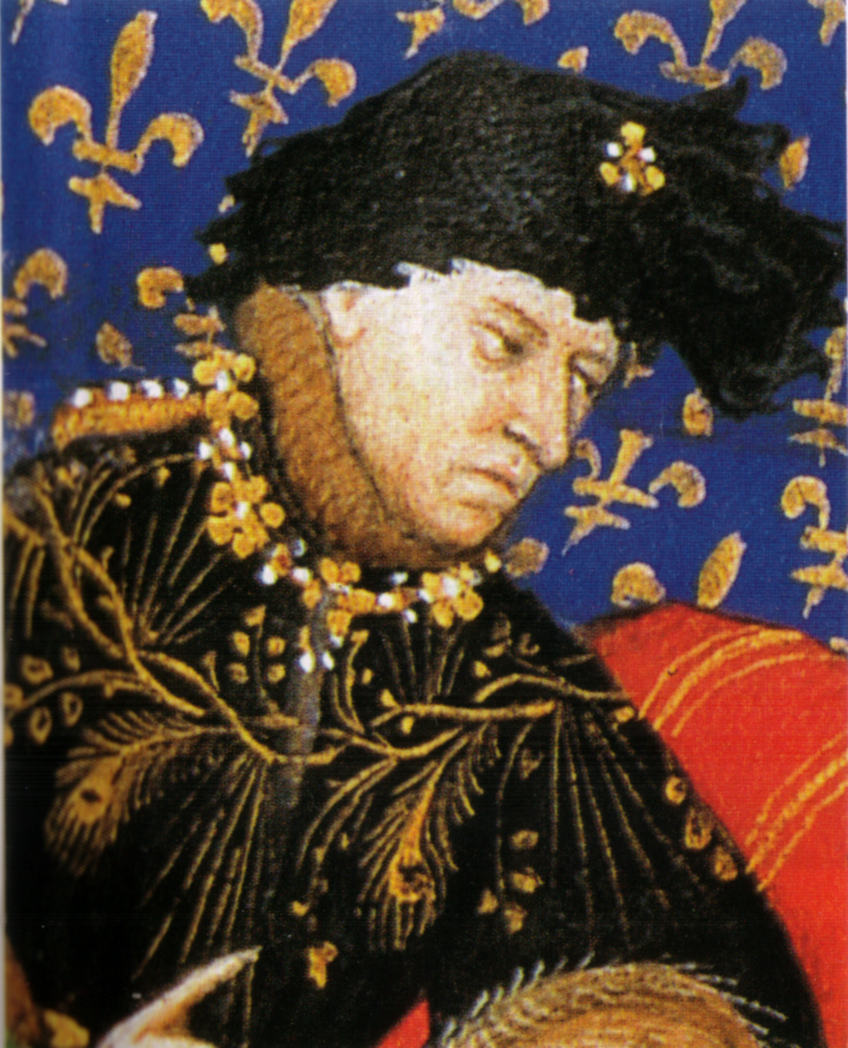
Charles VI, détail d'une miniature des Dialogues de Pierre Salmon.

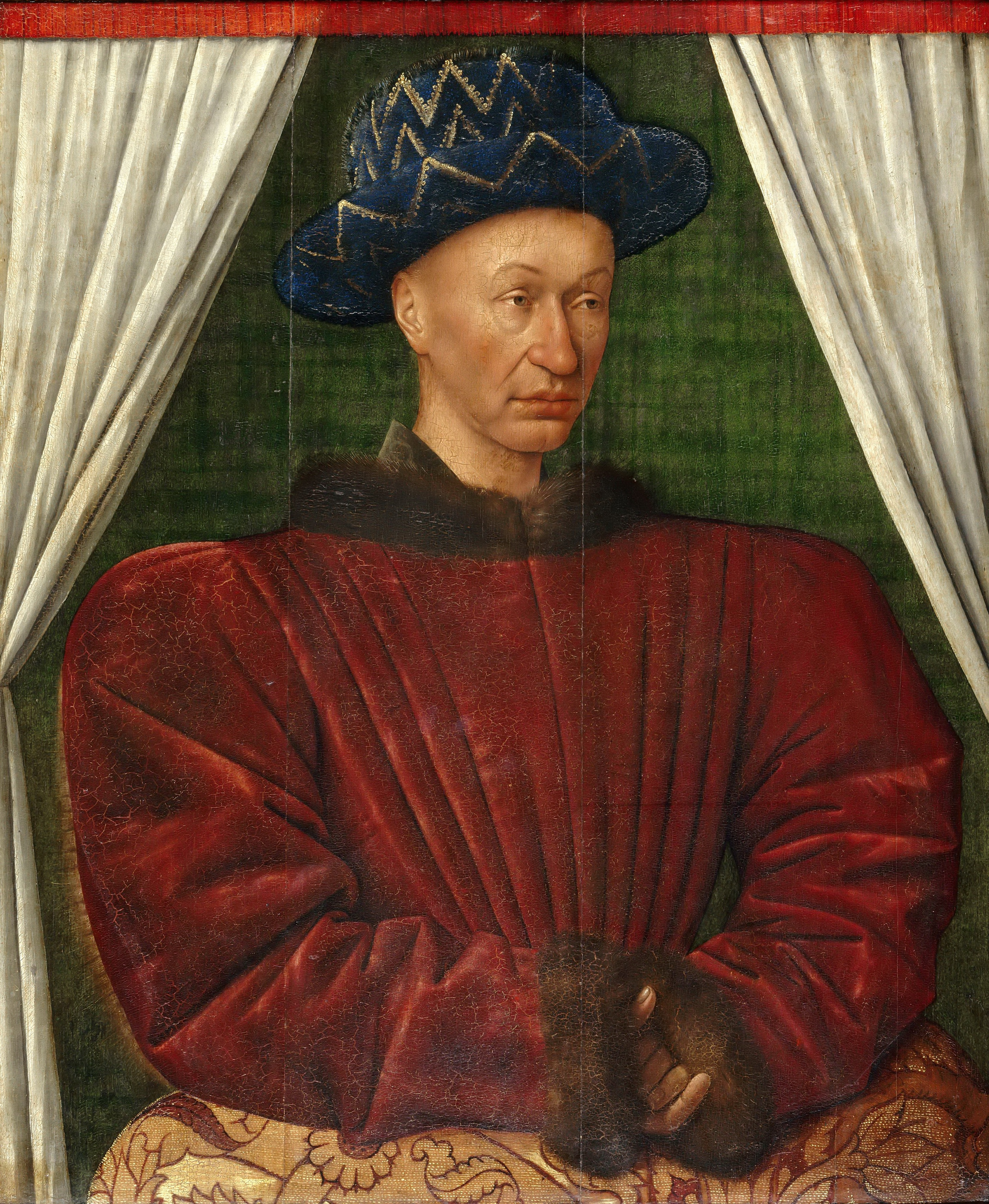
Charles VII, Portrait by Jean Fouquet, vers 1445–1450.

Le texte, dont le titre date du XVIIe siècle, constitue une chronique des règnes de Charles VI et Charles VII. Il est présenté sous la forme de courtes sections, chacune relative à des événements particuliers sur une période s'étendant de 1405 à 1449,. Le récit de l'auteur est strictement personnel - il décrit ce qu'il a vu et entendu. Il n'avait de prétentions "ni au mérite artistique (malgré ses métaphores occasionnelles et ses envolées vers l'allégorie) ni à l'exactitude et à l'objectivité historiques".
Il relate principalement les événements politiques et religieux qui animent Paris à cette période. Il contient aussi des informations précieuses sur le siège de Meaux par Henri V d'Angleterre et sur les conséquences économiques de la guerre contre les Anglais, évoque le procès de Jeanne d'Arc et expose quelques phénomènes extraordinaires. Il apporte enfin une quantité de renseignements sur la vie quotidienne à l'époque : prix des aliments et du vin, événements météorologiques, dégâts causés aux récoltes par les soldats et les insectes, etc.

Les « Trois France » en 1429 : territoires contrôlés par les Anglais, le duc de Bourgogne et le roi de France.

Le texte du Journal montre clairement que, pendant de nombreuses années, l'auteur a été un farouche partisan de la faction bourguignonne dans la guerre civile entre Armagnacs et Bourguignons (1407-1435). La guerre oppose les Armagnacs (partisans de la maison d'Orléans, menés par Bernard VII d'Armagnac) et les Bourguignons, rassemblés derrière Jean sans Peur, duc de Bourgogne. Cette guerre civile est étroitement liée à la guerre de Cent Ans car les Bourguignons ont formé une alliance avec les Anglais. Les opinions pro-bourguignonnes de l'auteur étaient partagées par la plupart de la population de Paris et de l'Université, qui espéraient que les Bourguignons seraient en mesure de contenir les excès de la monarchie française, y compris en matière fiscale et monétaire. En 1423, cependant, il déchante des Bourguignons et de leurs alliés anglais (constatant, par exemple, qu'ils causent presque autant de souffrances dans les campagnes que les Armagnacs) et, à la fin du Journal, il finit par accepter Charles VII en tant que roi de France.
L'auteur s'est appuyé sur plusieurs sources. D'abord et avant tout, Il a été témoin oculaire d'une grande partie de ce qu'il raconte. Deuxièmement, il rend compte des rumeurs et de l'opinion publique concernant ces événements, ainsi que des nouvelles officielles et des décrets communiqués sous forme écrite et orale.
Malgré l'utilisation du mot « Journal » dans le titre, le texte n'est pas structuré comme un journal au sens d'un livre composé des entrées quotidiennes décrivant ce qui s'était passé ce jour-là. Selon une analyse, "il faut donc plutôt distinguer plusieurs niveaux d'écriture: sa base calendaire et liturgique, des notes courtes, des récits rhétoriques et un révision finale":14. Ainsi, le texte a plus le caractère d'un mémoire que d'un journal.

## Les différentes versions
Six manuscrits du Journal existent et de nombreuses éditions ont été publiées.. Les 6 manuscrits se composent de deux copies faites au XVe siècle et de quatre qui sont faites beaucoup plus tard :
- La version la plus ancienne, connue sous le nom de manuscrit romain, est une copie datant de la fin du XVe siècle, qui est aujourd'hui conservée dans les collections du Vatican. Ce n'est pas une copie très soignée - elle n'a pas de paragraphes et la reliure place l'année 1408 avant 1405. L'année 1438 est abîmée et illisible[2].
- Une autre copie du XVe siècle se trouve à Oxford, mais des sections entières du texte ont été découpées. Il s'agit en fait d'un recueil d'extraits du Journal qui ont été choisis pour éclairer de manière flatteuse les exploits anglais pendant la guerre en France[2].
- D'autres manuscrits existent datant de la fin du XVIe siècle ou de la première moitié du XVIIe siècle. Ils reprennent le texte de la copie du Vatican et parfois même fournissent des détails supplémentaires[1]. C'est notamment le cas du manuscrit d'Aix-en-Provence et de l'exemplaire de la Bibliothèque nationale de France, qui permettent de reconstituer l'année 1438 (absente de l'exemplaire du Vatican)[2].

Aucun des manuscrits existants n'est l'original. Une comparaison des copies révèle des erreurs de transcription et des omissions. Les différentes versions sont complémentaires en ce sens qu'en les considérant comme un tout, il est possible de reconstituer approximativement le Journal original.
Les premières publications du manuscrit - celle d'Étienne Pasquier en 1596 et de Denys Godefroy en 1653 - sont partielles, ne contenant que des extraits. La première édition complète est celle de La Barre en 1729. Elle occupe les 208 premières pages du recueil de documents historiques de La Barre intitulé Mémoires au service de l'histoire de France et de Bourgogne. L'édition de 1881 d'Alexandre Tuetey, ainsi que sa longue introduction, sont encore utilisées aujourd'hui. Colette Beaune a édité une version plus accessible avec une orthographe moderne, des annotations détaillées et un glossaire. Janet Shirley a traduit le Journal en anglais moderne.

## Hypothèses sur l'auteur
L'auteur est anonyme, le manuscrit autographe de la rédaction originale étant perdu et le prologue du texte où celui-ci aurait pu indiquer son identité ayant disparu des copies qui nous sont parvenues.
Tous les historiens et érudits qui ont analysé le texte sont cependant d'accord sur son milieu et son profil. Il s'agit d'un clerc de l'Université de Paris, probablement docteur en théologie, appartenant à un titre ou à un autre au chapitre de Notre-Dame de Paris et ayant occupé des fonctions dans le clergé qui desservait les paroisses de la rive droite.
Certains ont cherché à lui trouver une identité sans faire l'unanimité. Auguste Longnon a proposé Jean Beaurigout, curé de l'église Saint-Nicolas-des-Champs. Cette thèse a été rejetée par Alexandre Tuetey, qui, dans son prologue à son édition de 1881, attribue sa rédaction au chanoine de Notre-Dame de Paris, Jean Chuffart. Né à Tournai en Picardie, Chuffart prend d'abord le parti des Anglo-Bourguignons avant de rallier le camp de Charles VII à son retour à Paris. Cette identification a été rejetée à son tour par Colette Beaune, dans son introduction à l'édition de 1990 en livre de poche. Colette Beaune s'appuie pour cela sur l'article consacré à Chuffart dans le quatrième volume du Chartularium universitatis parisiensis de Denifle.

## Éditions modernes
- Alexandre Tuetey (éd.), Journal d'un bourgeois de Paris, 1405-1449 : publié d'après les manuscrits de Rome et de Paris par Alexandre Tuetey, Paris, Honoré Champion, 1881 (présentation en ligne, lire en ligne).
- André Marty (éd.), Journal d'un bourgeois de Paris sous Charles VI et Charles VII, Paris, Jonquières, coll. « Jadis et naguère », 1929, 363 p. (présentation en ligne).
- Colette Beaune (éd.), Journal d'un bourgeois de Paris, Paris, Librairie générale française, coll. « Lettres gothiques » (no 4522), 1989, 539 p. (ISBN 978-2-253-05137-4).
- (en) Janet Shirley (traductrice), A Parisian Journal 1405-1449, Oxford, Clarendon Press, 1968, XII-419 p. (présentation en ligne), [présentation en ligne], [présentation en ligne].